# Gare d'eau d'Ivry
La gare d'eau d'Ivry est un projet avorté de bassin clos, un port fluvial, imaginé par Louis XV et pouvant accueillir des bateaux venant de la Seine. Cette gare a donné le nom au quartier de la Gare de Paris.

## Situation
Le chenal d'entrée de la gare d'eau d'Ivry serait situé approximativement à l'emplacement de la bibliothèque François-Mitterrand, face à la passerelle Simone-de-Beauvoir, le chenal de sortie correspond à  la rue Fulton et le bassin en forme demi-circulaire s'enfoncerait jusqu'à la rue Louise-Weiss,.

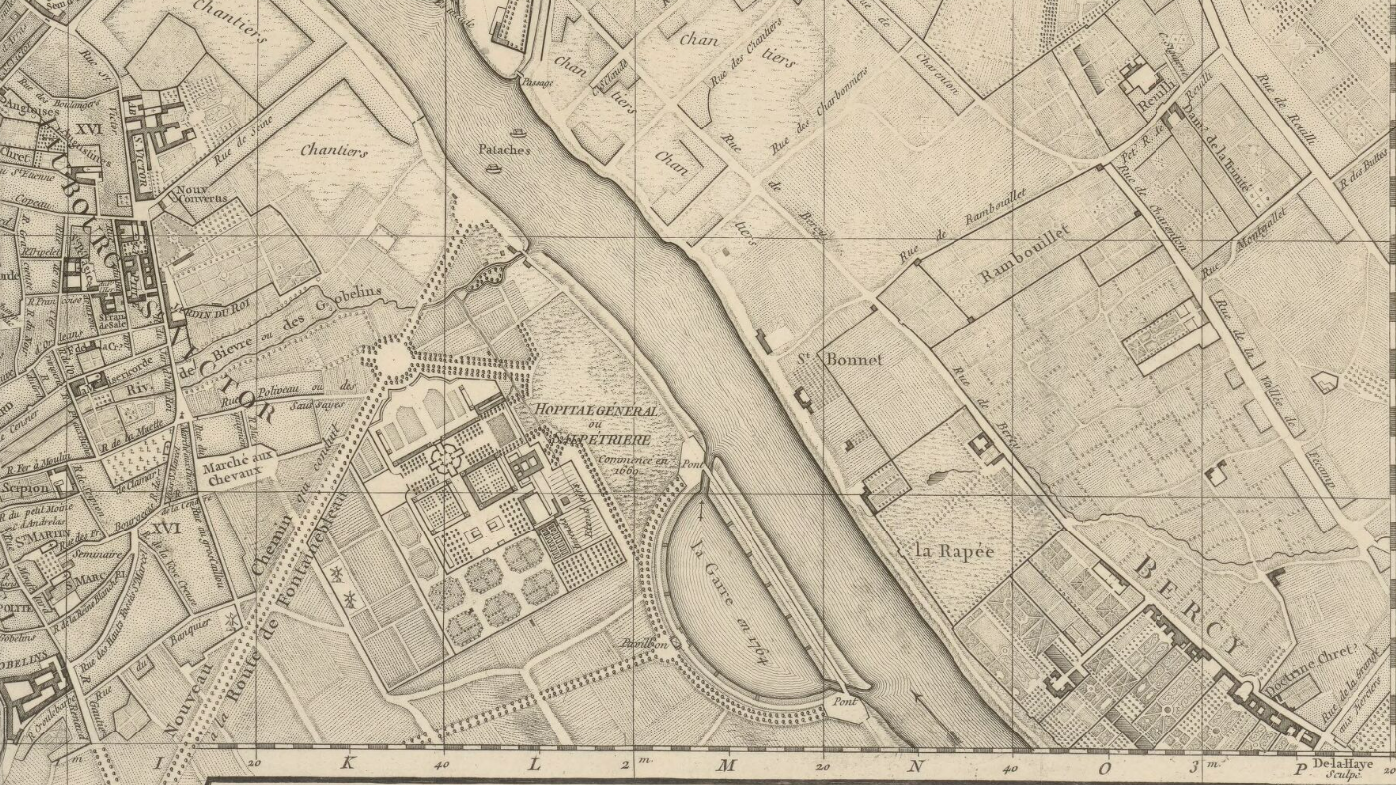
Situation de la Garre ou Gare d'eau d'Ivry en 1764

## Historique
L'idée de créer un lieu où puissent rester sans risque les bateaux qui stationnaient longtemps pour décharger, ou embarquer, des marchandises était à l'étude depuis de nombreuses années. 
En 1753, une esquisse de projet est présentée. Ce lieu qui occuperait l'actuelle place Valhubert reste sans suite. Plus tard, Joseph Louis Étienne Cordier imagine la construction d'un canal de la Marne à la Seine, et de la Seine à la Seine, rive gauche, avec des docks dans la plaine d'Ivry. Ce canal débutant au port-à-l'Anglais comprenait un bassin, le bassin d'Ivry, puis, après avoir longé la Seine, il se terminait par un bassin hexagonal, le bassin du jardin des Plantes, d’où il rejoignait la Seine un peu au sud de l'actuelle place Valhubert.
En 1762, Pierre-Louis Moreau-Desproux soumet un projet de construction d'un bassin d'hivernage dans la plaine d'Ivry qui permettrait d'accueillir jusqu'à 450 bateaux de marchandises et les mettre à l'abri des glaces. La construction débute, en mai 1764, après l'acceptation par le prévôt des marchands, Jean-Baptiste de Pontcarré de Viarmes, et les échevins de la ville de Paris, en exécution des lettres patentes du roi au 25 novembre 1762. Trois ans plus tard les travaux, sont abandonnés. Après la Révolution, l’emplacement est occupé par des guinguettes.

## Description
Sa forme demi-ovale était de 270 toises de longueur sur 108 de largeur (soit environ 500 mètres sur 200 mètres et environ 28 000 toises carrées (10 hectares de superficie avec 5 pieds de profondeur dans les plus basses eaux. Ce bassin aurait été capable de contenir 450 grands bateaux et de donner le moyen d'y établir plusieurs parties de commerce. Les deux extrémités par deux canaux, de 8 toises de large chacun joignant le courant de la rivière[pas clair], servant l'un d'entrée et l'autre de sortie, couvert d'un pont de pierre de 4 toises (8 mètres) d'épaisseur, à une seule arche, avec escaliers de chaque côtés. Ce bassin est séparé de la rivière par une levée de terre de 6 toises de largeur (12 mètres) sur 4 toises (8 mètres) de hauteur au-dessus des plus basses eaux, ayant dans son milieu une chaussée de pavé de 4 toises (8 mètres) de largeur aboutissant par chaque bouts aux ponts, bordée du côté du bassin d'une berge en pente douce de 8 toises de largeur construite en meulière avec mortier, de chaux, de sable, distribuée d'escaliers. La partie circulaire du bassin est bordée d'une pareille levée de 6 toises avec chaussée au milieu ayant d'un côté une semblable berge, distribue l'escalier et de l'autre une esplanade en glacis de 16 toises (32 mètres) de largeur plantées d'allées et contre allées au milieu de laquelle est une demi-lune de 30 toises (60 mètres) de diamètre formant de ce côté l'extrémité des nouveaux boulevards au milieu de la berge circulaire  et un mur de quai de 20 toises (40 mètres)  de largeur avec escalier formant le soubassement d'un pavillon, flanqué aussi d'escaliers de 9 à 10 toises (20 mètres)  de largeur sur 8 à 9 (18 mètres) d'épaisseur contenant logement de concierge, bureaux, corps de garde etc...